# ساردیس (جورجیا)
ساردیس، جورجیا (به انگلیسی: Sardis, Georgia) در ایالات متحده آمریکا با جمعیت ۹۹۹ نفر است که در جورجیا واقع شده‌است.

## موقعیت جغرافیایی
موقعیت جغرافیایی شهرها و مناطق اطراف به شرح زیر است: